# Hipàcia
Hipàcia (grec antic: Ὑπατία, Hipatia; nascuda cap al 350-370 i morta el 415) fou una filòsofa, astrònoma i matemàtica hel·lenística neoplatònica d'Alexandria, a la província romana d'Orient d'Egipte. Era una de les ments més brillants de l'escola neoplatònica de la ciutat, on donava classes de filosofia i astronomia. Tot i que fou posterior a Pandròsion, una altra matemàtica alexandrina, és la primera matemàtica coneguda amb un cert grau de detall. Era una mestra de gran renom, famosa pels seus savis consells. Escrigué un comentari sobre Aritmètica, una obra de tretze volums de Diofant, del qual potser han sobreviscut alguns fragments gràcies a la seva interpolació en el text original, i un altre, que no s'ha conservat, sobre el tractat d'Apol·loni de Perge relatiu a les seccions còniques. El títol del comentari del seu pare, Teó, sobre el llibre III de l'Almagest fa pensar a nombrosos estudiosos moderns que Hipàcia fou probablement l'editora del text supervivent d'aquesta obra de Ptolemeu.
Construí astrolabis i densímetres. Era tolerant amb els cristians i, de fet, en tingué molts com a deixebles, com ara Sinesi, futur bisbe de Ptolemaida. Les fonts antigues diuen que gaudia de l'estima tant dels pagans com dels cristians i que l'elit política d'Alexandria sovint tenia en compte les seves opinions. Cap al final de la seva vida, oferí consell a Orestes, el prefecte romà d'Alexandria, que mantenia una disputa política amb Ciril, bisbe d'Alexandria. Els seus enemics feren córrer el rumor que Hipàcia pretenia frustrar la reconciliació d'Orestes i Ciril i el març del 415 fou linxada per una turba cristiana encapçalada pel lector Pere.
Seguidora de Plotí, va conrear els estudis lògics i les ciències exactes, i va portar una vida ascètica.

## Biografia
Filla i deixebla de l'astrònom Teó, Hipàcia és la primera dona matemàtica de la qual hi ha un coneixement raonablement segur i detallat. Escrigué sobre geometria, àlgebra i astronomia. Tot i que només s'hagi conservat una mínima part dels seus escrits, la seva obra i la seva vida s'han conegut a través d'altres autors de la seva època.
Es va interessar per la mecànica i va construir un astrolabi pla, millorant el disseny dels instruments més primitius. Amb ajuda d'astrolabis Hipàcia va cartografiar diversos cossos celestes i va confeccionar un planisferi. També va construir un hidròmetre i un hidroscopi, i va inventar l'aeròmetre, un tipus de densímetre, per això es considera com una pionera en la història de les dones i la tecnologia.
Va ensenyar filosofia a una selecta escola a la qual assistien fills d'aristòcrates cristians i pagans que amb el temps ocuparien càrrecs elevats, entre els quals destaquen el bisbe Sinesi de Cirene —que va mantindre una important correspondència amb ella—, Hesiqui d'Alexandria i Orestes, prefecte d'Egipte en el moment de la seva mort, però no hi tenien cabuda persones de classe baixa ni dones.
| «                          | Encara que a la vida dels morts a l'Hades domini l'oblit, fins i tot allà, jo recordaré l'estimada Hipàcia. | » |
| — Sinesi de Cirene, Cartes | |   |

Sembla evident que Hipàcia participava de la política d'Alexandria. Hesiqui la descriu explicant públicament en el centre de la ciutat els escrits de Plató, Aristòtil o altres filòsofs a qui volgués escoltar-la i afegeix que els magistrats solien consultar-la abans de prendre decisions sobre fets de la ciutat.

## Mort
Hipàcia fou assassinada als 45 o 65 anys (depenent de quina sigui la seva data correcta de naixement), linxada per una turba de cristians. La motivació dels assassins i la seva vinculació o no amb l'autoritat eclesiàstica ha estat objecte de molts debats. L'assassinat es va produir en el marc de l'hostilitat cristiana contra un paganisme ja en declivi i de les lluites polítiques entre les diferents faccions de l'Església, el patriarcat alexandrí en mans de Ciril i el poder imperial, representat a Egipte pel prefecte Orestes, exalumne de la filòsofa. Sòcrates Escolàstic, l'historiador més proper als fets, afirma que la mort d'Hipàcia va ser causa de «no poc oprobi» per al patriarca Ciril i l'església d'Alexandria, i historiadors posteriors, tant pagans com cristians, li atribuïen directament el crim, d'aquí que molts historiadors consideren probable la implicació de Ciril, si bé el debat al respecte encara perdura.
Sòcrates Escolàstic, historiògraf cristià del segle iv, va descriure així l'assassinat d'Hipàcia:
| « | Uns pinxos temeraris i violents […] van esperar la dona quan tornava a casa d'un lloc o un altre i la van fer sortir del carro i la van arrossegar fins a una església anomenada Cesarium: li van estripar la roba i li van esquinçar la carn del cos amb petxines esmolades fins que no va exhalar l'últim alè: van esquarterar el seu cos i en van dur les parts a un lloc anomenat Cinaron, on les van reduir a cendres. | » |

El seu caràcter singular de dona lliurada al pensament i l'ensenyament en plena tardança, la seva fidelitat al paganisme en el moment d'augment del catolicisme teodosià com a nova religió de l'Estat romà, i la seva mort a mans de cristians li han conferit gran fama. La figura d'Hipàcia s'ha convertit en un veritable mite: des de l'època de la Il·lustració es presenta com a «màrtir de la ciència» i símbol del final del pensament clàssic davant el progrés del cristianisme. No obstant això, en l'actualitat destaca que el seu assassinat va ser un cas excepcional i que, de fet, l'escola neoplatònica alexandrina, progressivament cristianitzada, va florir fins a ple segle vii.
Per la seva banda, els moviments feministes han reivindicat la seua figura com a paradigma de dona alliberada, fins i tot sexualment, encara que, segons la Suda, es va casar amb un altre filòsof —anomenat Isidor— i es va mantenir verge. També se l'ha associada a la Biblioteca d'Alexandria, si bé no hi ha cap referència d'aquesta vinculació: es creu que la Gran Biblioteca ptolemaica va desaparèixer en un moment incert del segle iii, o possiblement del iv, i la seva successora, la Biblioteca-mare del Serapeu, va ser destruida el 391 per Teòfil d'Alexandria. Segons les fonts, Hipàcia ensenyava als seus deixebles a la seva pròpia casa.

## Obres
Totes les obres d'Hipàcia s'han perdut i només se'n coneixen els títols per les referències que hi fan altres autors:
- Comentari a l'Aritmètica de Diofant d'Alexandria.
- Comentari a la Cònica d'Apol·loni de Perge.
- Edició del comentari del seu pare Teó a l'Almagest de Claudi Ptolemeu i als Elements d'Euclides.
- Perfeccionament de l'astrolabi.

## Llegat

### Antiguitat
El neoplatonisme i el paganisme van sobreviure durant segles després de la mort d'Hipàcia, i es van continuar construint noves aules acadèmiques a Alexandria després de la seva mort. Durant els dos-cents anys següents, filòsofs neoplatònics com Hièrocles d'Alexandria, Joan Filopò, Simplici de Cilícia i Olimpiodor el Jove van fer observacions astronòmiques, van ensenyar matemàtiques i van escriure llargs comentaris sobre les obres de Plató i Aristòtil. Hipàcia no va ser l'última filòsofa neoplatònica; cal esmentar Edèsia, Asclepigènia i Teodora d'Emesa.
Segons Watts, però, Hipàcia no va tenir cap successor designat, cap cònjuge i cap descendència i la seva mort sobtada no només va deixar el seu llegat desprotegit, sinó que també va provocar una reacció contra tota la seva ideologia. Hipàcia, amb la seva tolerància cap als estudiants cristians i la seva voluntat de cooperar amb els líders cristians, havia esperat establir un precedent que el neoplatonisme i el cristianisme poguessin conviure pacíficament i cooperativament. En canvi, la seva mort i el posterior fracàs del govern cristià a l'hora d'imposar justícia als seus assassins van destruir aquesta noció completament i van fer que els futurs neoplatònics com Damasci consideressin els bisbes cristians com «persones perilloses i geloses que també eren del tot poc filosòfiques». Hipàcia va ser vista com una «màrtir de la filosofia», i el seu assassinat va portar els filòsofs a adoptar actituds que emfatitzaven cada cop més els aspectes pagans del seu sistema de creences i van ajudar a crear un sentit d'identitat per als filòsofs com a tradicionalistes pagans separat de les masses cristianes. Així, mentre que la mort d'Hipàcia no va posar fi a la filosofia neoplatònica en el seu conjunt, Watts argumenta que sí que va posar fi a la seva particular varietat.
Poc després de l'assassinat d'Hipàcia, va aparèixer una carta anticristiana falsificada sota el seu nom. Damasci estava «ansiós d'explotar l'escàndol de la mort d'Hipàcia», i va atribuir la responsabilitat del seu assassinat al bisbe Ciril i als seus seguidors cristians. Un passatge de la Vida d'Isidor de Damasci, conservat a la Suda, conclou que l'assassinat d'Hipàcia es va deure a l'enveja de Ciril per «la seva saviesa que sobrepassava tots els límits i especialment en les coses relacionades amb l'astronomia». El relat de Damasci sobre l'assassinat cristià d'Hipàcia és l'única font històrica que atribueix la responsabilitat directa al bisbe Ciril. Al mateix temps, Damasci tampoc era del tot amable amb Hipàcia; la caracteritza com a res més que una cínica errant, i la compara desfavorablement amb el seu propi mestre Isidor d'Alexandria, remarcant que «Isidor va eclipsar molt Hipàcia, no només com a l'home fa sobre una dona, però de la manera com ho farà un filòsof genuí sobre un simple geòmetre».

### Edat mitjana

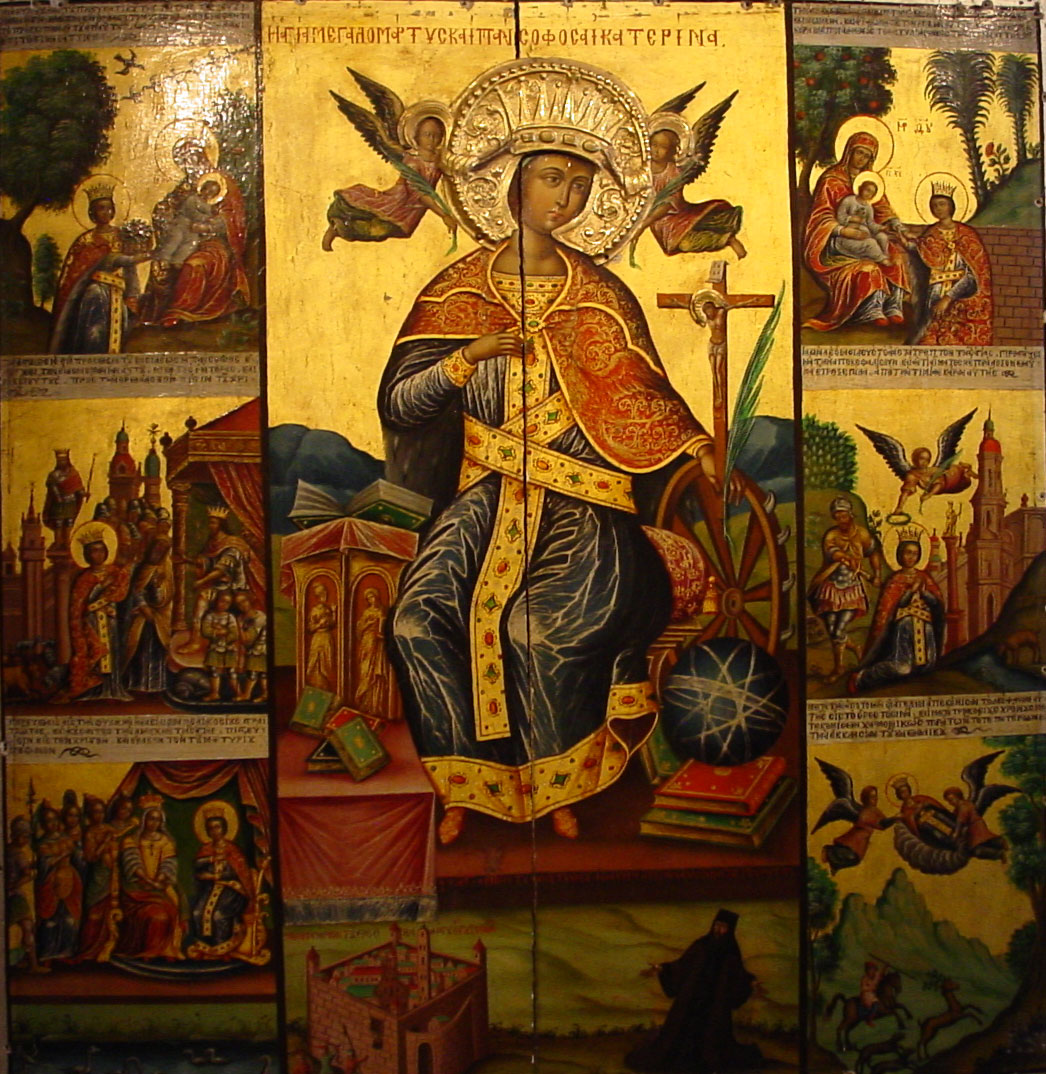
Icona de Santa Caterina d'Alexandria del monestir de Santa Caterina al Sinaí, Egipte. Es creu que la llegenda de Santa Caterina es va inspirar almenys parcialment en Hipàcia.

La mort d'Hipàcia va ser semblant a la dels màrtirs cristians d'Alexandria, que havien estat arrossegats pels carrers durant la persecució de Deci l'any 250. Altres aspectes de la vida d'Hipàcia també s'ajusten al motlle d'un màrtir cristià, especialment la seva virginitat de tota la vida. A l'Alta edat mitjana, els cristians van combinar la mort d'Hipàcia amb les històries dels màrtirs de Deci i es va convertir en part de la base de la llegenda de Caterina d'Alexandria, una verge màrtir que es deia que havia estat molt sàvia i ben educada. El testimoni més antic del culte a Santa Caterina prové del segle viii, uns tres-cents anys després de la mort d'Hipàcia. Una història explica que santa Caterina es va enfrontar a cinquanta filòsofs pagans que buscaven convertir-la, però en canvi els va convertir a tots al cristianisme mitjançant la seva eloqüència. Una altra llegenda afirmava que Santa Caterina havia estat estudiant d'Atanasi d'Alexandria. A Laodicea, fins a finals del segle xix Hipàcia va ser venerada com a idèntica a Santa Caterina.
L'enciclopèdia romana d'Orient Suda conté una entrada molt llarga sobre Hipàcia, que resumeix dos relats diferents de la seva vida. Les primeres onze línies provenen d'una font i la resta de l'entrada prové de La vida d'Isidor de Damasci. La majoria de les primeres onze línies de l'entrada probablement provenen de l'Onomatologos d'Hesiqui, però algunes parts són d'origen desconegut, inclosa l'afirmació que era «l'esposa d'Isidor el Filòsof» (aparentment Isidor de Gaza). Watts descriu això com una afirmació molt desconcertant, no només perquè Isidor d'Alexandria no va néixer fins molt de temps després de la mort d'Hipàcia, i no es coneix cap altre filòsof d'aquest nom contemporani amb Hipàcia, però també perquè contradiu l'afirmació del mateix Damasci citada a la mateixa entrada sobre Hipàcia com una verge de tota la vida. Watts suggereix que algú probablement va malinterpretar el significat de la paraula gynē utilitzada per Damasci per descriure Hipàcia a la seva Vida d'Isidore, ja que la mateixa paraula pot significar 'dona' o 'esposa'.
L'intel·lectual romà d'Orient i cristià Foci (c. 810/820–893) inclou tant el relat de Damasci sobre Hipàcia com el de Sòcrates Escolàstic a la seva Bibliotheke. En els seus propis comentaris, Foci comenta la gran fama d'Hipàcia com a erudita, però no esmenta la seva mort, potser indicant que ell veia el seu treball acadèmic com més significatiu. L'intel·lectual Eudòxia Macrembolitissa (1021–1096), la segona esposa de l'emperador romà d'Orient Constantí X Ducas, va ser descrita per l'historiador Nicèfor Gregoràs com una «segona Hipàcia».

### Primer període modern

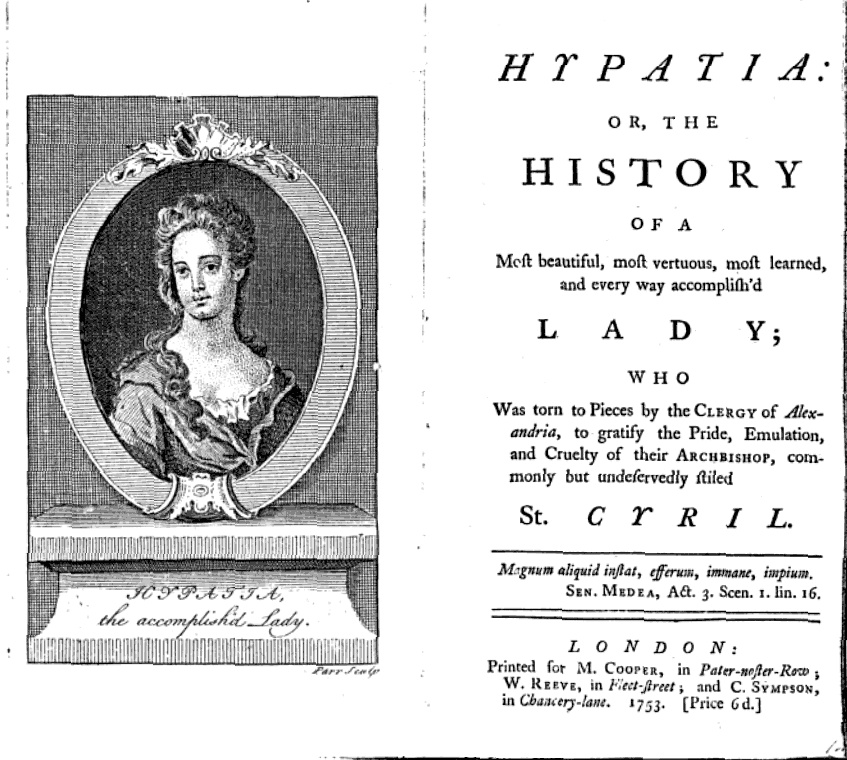
L'estudiós deista anglès del John Toland va utilitzar la mort d'Hipàcia com a base per a una polèmica anticatòlica, en la qual va canviar els detalls del seu assassinat i va introduir nous elements que no es troben en cap de les seves fonts per tal de retratar a Ciril des del pitjor angle possible.

L'estudiós deista de principis del segle xviii, John Toland, va utilitzar l'assassinat d'Hipàcia com a base per a un tracte anticatòlic, retratant la mort d'Hipàcia amb la pitjor llum possible canviant la història i inventant elements que no es troben a qualsevol de les fonts antigues. Una resposta de 1721 de Thomas Lewis va defensar Ciril, va rebutjar el relat de Damasci com a poc fiable perquè el seu autor era «un pagà» i va argumentar que Sòcrates Escolàstic era «un purità», que era constantment esbiaixat contra Ciril.
Voltaire, en el seu Examen important de Milord Bolingbroke ou le tombeau de fanatisme (1736) va interpretar Hipàcia com una creient en «les lleis de la naturalesa racional» i «les capacitats de la ment humana lliure de dogmes» i va descriure la seva mort com «un assassinat bestial perpetrat pels gossos tonsurats de Ciril, amb una banda fanàtica als talons». Més tard, en una entrada per al seu Diccionari filosòfic (1772), Voltaire va tornar a retratar Hipàcia com una geni deista lliurepensadora brutalment assassinada per cristians ignorants i intolerants. La major part de l'entrada ignora per complet la mateixa Hipàcia i, en canvi, tracta la controvèrsia sobre si Ciril va ser o no responsable de la seva mort. Voltaire conclou amb un comentari sarcàstic: «Quan hom despulla dones belles, no és per massacrar-les».
A la seva obra monumental The History of the Decline and Fall of the Roman Empire, l'historiador anglès Edward Gibbon va ampliar les representacions enganyoses de Toland i Voltaire declarant Ciril com l'única causa de tots els mals a Alexandria a principis del segle v i interpretant l'assassinat d'Hipàcia com una prova per donar suport a la seva tesi que l'ascens del cristianisme va accelerar la decadència de l'Imperi Romà. Remarca la contínua veneració de Ciril com a sant cristià, comentant que «la superstició [el cristianisme] potser expiaria més suaument la sang d'una verge que el desterrament d'un sant». En resposta a aquestes acusacions, els autors catòlics, així com alguns protestants francesos, van insistir amb més vehemència que Ciril no tenia absolutament cap implicació en l'assassinat d'Hipàcia i que Pere el Lector n'era l'únic responsable. En el transcurs d'aquests acalorats debats, la mateixa Hipàcia va tendir a ser deixada de banda i ignorada, mentre que els debats es van centrar molt més en la qüestió de si Pere el Lector havia actuat sol o sota les ordres de Ciril.

### Segle XIX
Al segle xix, els autors literaris europeus van articular la llegenda d'Hipàcia com a part del neohel·lenisme, un moviment que romanitzava els antics grecs i els seus valors. L'interès per la «llegenda literària d'Hipàcia» va començar a augmentar. L’Ipazia ovvero delle Filosofie de Diodata Saluzzo Roero de 1827 va suggerir que Ciril havia convertit Hipàcia al cristianisme, i que havia estat assassinada per un sacerdot «traïdor».

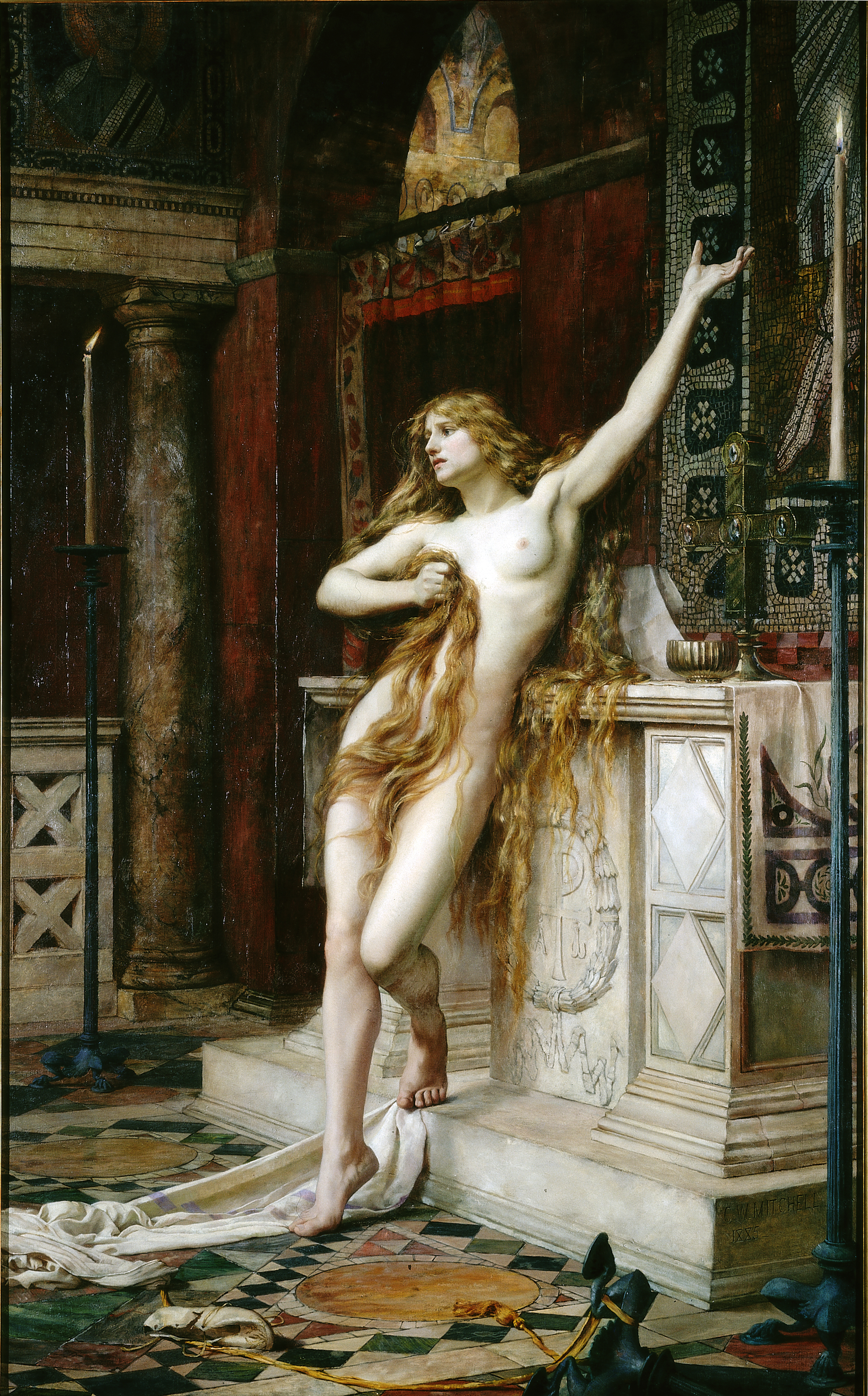
Hypatia (1885) de Charles William Mitchell, que es creu que és una representació d'una escena de la novel·la de 1853 de Charles Kingsley Hypatia

En els seus Hypatie de 1852 i Hypathie et Cyrille de 1857, el poeta francès Charles Leconte de Lisle va retratar Hipàcia com l'epítom de «la veritat i la bellesa vulnerables». El primer poema de Leconte de Lisle va retratar Hipàcia com una dona nascuda fora del seu temps, víctima de les lleis de la història. El seu segon poema va tornar a la representació deista del segle xviii d'Hipàcia com a víctima de la brutalitat cristiana, però amb el gir que Hipàcia intenta i no aconsegueix convèncer a Ciril que el neoplatonisme i el cristianisme són en realitat i fonamentalment el mateix. La novel·la Hypatia de Charles Kingsley de 1853; O, New Foes with an Old Face va ser pensada originalment com un tractat històric, però en canvi es va convertir en un típic romanç d'època victoriana amb un missatge militant anticatòlic, que representava Hipàcia com una «indefensa, pretensiosa i eròtica» heroïna amb «l'esperit de Plató i el cos d'Afrodita».
La novel·la de Kingsley va ser tremendament popular; va ser traduïda a diverses llengües europees i es va continuar imprimint durant la resta del segle. Va promoure la visió romàntica d'Hipàcia com «l'última dels hel·lens» i es va adaptar ràpidament a una àmplia varietat de produccions escèniques, la primera de les quals va ser una obra escrita per Elizabeth Bowers, representada a Filadèlfia el 1859, protagonitzada per la mateixa escriptora en el paper titular. El 2 de gener de 1893, es va estrenar al Haymarket Theatre de Londres una adaptació teatral de gran projecció Hypatia, escrita per G. Stuart Ogilvie i produïda per Herbert Beerbohm Tree. El paper principal va ser interpretat inicialment per Julia Neilson, i va incloure una elaborada partitura musical escrita pel compositor Hubert Parry. La novel·la també va generar obres d'art visual, incloent-hi una imatge de 1867 que representava Hipàcia com una jove de la fotògrafa Julia Margaret Cameron i una pintura de 1885 de Charles William Mitchell que mostrava Hipàcia nua davant l'altar d'una església.
Al mateix temps, filòsofs i científics europeus van descriure Hipàcia com l'última representant de la ciència i la investigació lliure abans d'una «llarga decadència medieval». El 1843, els autors alemanys Soldan i Heppe van argumentar en la seva Història dels processos de bruixeria que Hipàcia podria haver estat, en efecte, la primera bruixa famosa castigada sota l'autoritat cristiana.
Hipàcia va ser honrada com a astrònom quan (238) Hipàcia, un asteroide del cinturó principal descobert el 1884, va rebre el seu nom. El cràter lunar Hypatia també va rebre el seu nom, a més dels cràters batejats pel seu pare Theon. Els 180 km de Rimae Hypatia es troben al nord del cràter, un grau al sud de l'equador, al llarg de la Mare Tranquillitatis.

### Segle XX
El 1908, l'escriptor nord-americà Elbert Hubbard va publicar una biografia d'Hipàcia a la seva sèrie Little Journeys to the Homes of Great Teachers. El llibre és gairebé totalment una obra de ficció. En ella, Hubbard relata un programa d'exercici físic completament inventat on afirma que Theon el va establir per a la seva filla, i que implicava «pesca, muntar a cavall i rem». Afirma que Theon va ensenyar a Hipàcia a «reservar el teu dret a pensar, perquè fins i tot pensar malament és millor que no pensar mai». Hubbard afirma que, de jove, Hipàcia va viatjar a Atenes, on va estudiar amb Plutarc d'Atenes. Tota aquesta suposada informació biogràfica, però, és completament fictícia i no es troba en cap font antiga. Hubbard fins i tot atribueix a Hipàcia nombroses cites completament fabricades en què presenta punts de vista moderns i racionalistes. La il·lustració de la portada del llibre, un dibuix d'Hipàcia de l'artista Jules Maurice Gaspard que la mostra com una dona jove i bella amb els cabells ondulats lligats a l'estil clàssic, s'ha convertit en la imatge més icònica i àmpliament reproduïda d'ella.
Al voltant de la mateixa època, Hipàcia va ser adoptada per les feministes, i la seva vida i mort van començar a ser vistes a la llum del moviment pels drets de les dones. L'autor Carlo Pascal va afirmar el 1908 que el seu assassinat va ser un acte antifeminista i va provocar un canvi en el tracte de les dones, així com el declivi de la civilització mediterrània en general. Dora Russell va publicar un llibre sobre l'educació inadequada de les dones i la desigualtat amb el títol Hypatia o Woman and Knowledge el 1925. El pròleg explica per què va triar el títol: "Hipàcia era una professora universitària denunciada per dignataris de l'Església i destrossada pels cristians. Aquest serà probablement el destí d'aquest llibre." La mort d'Hipàcia es va convertir en simbòlica per a alguns historiadors. Per exemple, Kathleen Wider proposa que l'assassinat d'Hipàcia va marcar el final de l'antiguitat clàssica, i Stephen Greenblatt escriu que el seu assassinat «va marcar efectivament la caiguda de la vida intel·lectual d'Alexandria». D'altra banda, Christian Wildberg assenyala que la filosofia hel·lenística va continuar florint als segles V i VI, i potser fins a l'edat de Justinià I.
Les falsedats i les idees errònies sobre Hipàcia van continuar proliferant al llarg de finals del segle xx. Encara que la biografia de ficció de Hubbard estava pensada per a la mainada, Lynn M. Osen s'hi va basar com a font principal en el seu influent article de 1974 sobre Hipàcia al seu llibre de 1974 Women in Mathematics. La Universitat de Fordham va utilitzar la biografia de Hubbard com a font principal d'informació sobre Hipàcia en un curs d'història medieval. La sèrie PBS de Carl Sagan de 1980 Cosmos: Un viatge personal relata un relat fictici de la mort d'Hipàcia, on resulta que la «Gran Biblioteca d'Alexandria» és cremada per militants cristians. En realitat, tot i que els cristians dirigits per Teòfil van destruir el Serapeum l'any 391 dC, la Biblioteca d'Alexandria ja havia deixat d'existir en qualsevol forma reconeixible segles abans del naixement d'Hipàcia. Com a dona intel·lectual, Hipàcia es va convertir en un model a seguir per les dones intel·lectuals modernes i dues revistes feministes van rebre el seu nom: la revista grega Hypatia: Estudis Feministes es va llançar a Atenes el 1984, i Hypatia: A Journal of Feminist Philosophy en els Estats Units l'any 1986. Al Regne Unit, l'Hypatia Trust manté una biblioteca i un arxiu d'obra literària, artística i científica femenina; i, patrocina el retir de dones Hypatia-in-the-Woods a Washington, Estats Units.

### Segle XXI
Hipàcia ha continuat sent un tema popular tant a la ficció com a la no ficció d'autors de molts països i idiomes. El 2015, el planeta designat  Iota Draconis b va rebre el nom d'Hipàcia.
A la novel·la Baudolino d'Umberto Eco del 2002, l'interès amorós de l'heroi és una meitat sàtira i meitat dona descendent d'una comunitat de deixebles d'Hipàcia només femenina, coneguda col·lectivament com «hipàcies». La novel·la de 2006 de Charlotte Kramer Holy Murder: the Death of Hypatia of Alexandria retrata Ciril com un dolent arquetípic, mentre que Hipàcia és descrita com a brillant, estimada i més coneixedora de les escriptures que Ciril. La novel·la de Ki Longfellow, Flow Down Like Silver (2009) inventa una elaborada història de fons sobre per què Hipàcia va començar a ensenyar. La novel·la Azazeel (2012) de Youssef Ziedan descriu l'assassinat d'Hipàcia a través dels ulls d'un testimoni. El llibre de 2013 de Bruce MacLennan The Wisdom of Hypatia presenta Hipàcia com una guia que introdueix la filosofia i els exercicis neoplatònics per a la vida moderna. A The Plot to Save Socrates (2006) de Paul Levinson i les seves seqüeles, Hipàcia és una viatgera en el temps dels Estats Units del segle xxi. A la sèrie de televisió The Good Place, Hypatia és interpretada per Lisa Kudrow com una de les poques filòsofes antigues elegibles per al cel, per no haver defensat l'esclavitud.
La pel·lícula Agora del 2009, dirigida per Alejandro Amenábar i protagonitzada per Rachel Weisz com a Hipàcia, és una dramatització molt ficcionada dels darrers anys d'Hipàcia. La pel·lícula, que pretenia criticar el fonamentalisme cristià contemporani, ha tingut un impacte ampli en la concepció popular d'Hipàcia. Destaca els estudis astronòmics i mecànics d'Hipàcia en lloc de la seva filosofia, retratant-la com «menys Plató que Copèrnic», i les restriccions imposades a les dones per l'església primitiva cristiana, incloses representacions d'Hipàcia en ser agredida sexualment per un dels esclaus cristians del seu pare, i de Ciril que llegeix 1 Timothy 2:8–12:9 prohibint a les dones l'ensenyament. La pel·lícula conté nombroses inexactituds històriques: Infla els èxits d'Hipàcia i la retrata incorrectament com si trobés una prova del model heliocèntric de l'univers d'Aristarc de Samos, que no s'ha demostrat que Hipàcia hagués estudiat mai. També conté una escena basada en el Cosmos de Carl Sagan en la qual els cristians assalten el Serapeum i cremen tots els seus pergamins, deixant l'edifici en gran part intacte. En realitat, el Serapeum probablement no tenia cap rotllo en aquell moment, i els cristians van enderrocar l'edifici. La pel·lícula també implica que Hipàcia és atea, directament contradictòria amb les fonts supervivents, totes les quals la retraten com seguint els ensenyaments de Plotí la filosofia del qual es basva en «una unió mística amb el diví».

## En la literatura

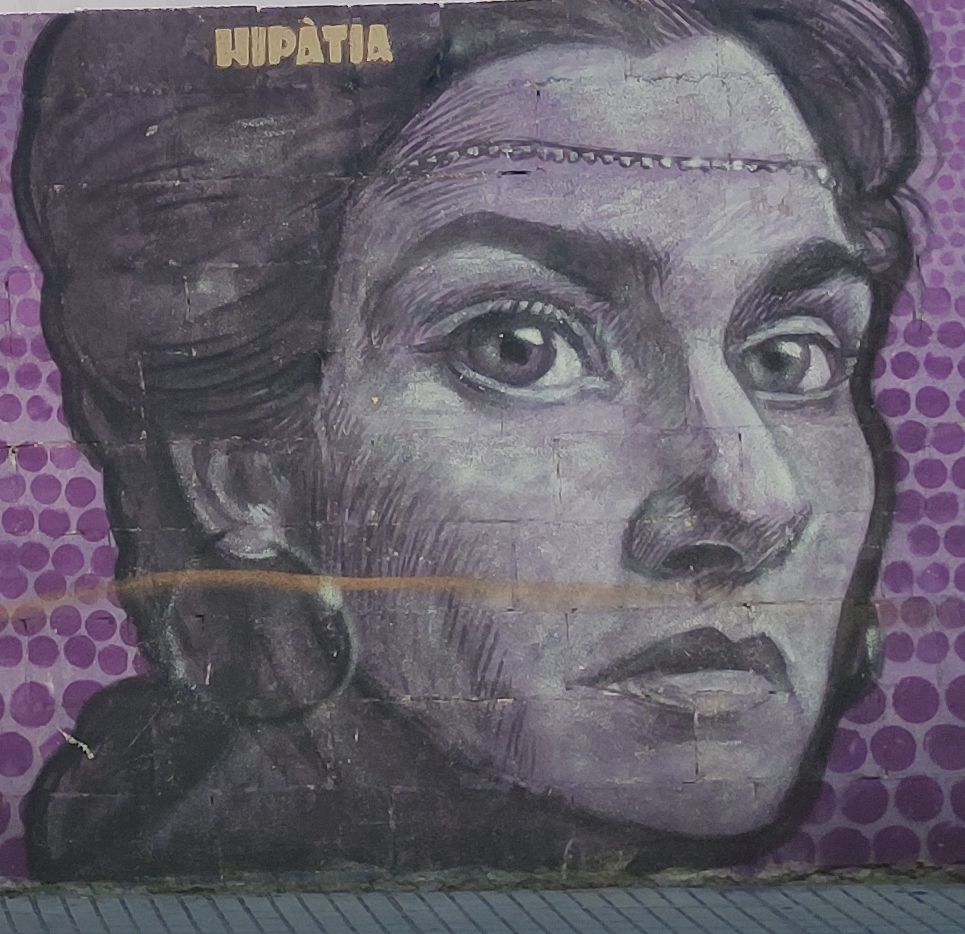
Hipàcia al Mural feminista de Gandia

Hipàcia apareix a moltes obres de la literatura al llarg dels anys. El 1720, John Toland publica la seva obra amb el llarg títol, Hipàcia o la història d'una dama de gran bellesa, virtut i saviesa, competent en tot, que va ser esquarterada pel clergat d'Alexandria, per satisfer l'orgull, l'enveja i la crueltat del arquebisbe a qui es coneix, de forma universal tot i que immerescuda, com San Ciril·li. Aquest assaig va provocar una gran revolta entre les jerarquies eclesiàstiques i feu que Thomas Lewis contestés amb la seva obra, La història d'Hipàcia, una desvergonyadíssima mestra d'Alexandria. En defensa de Sant Ciril i del cler d'Alexandria contra les acusacions del senyor Toland.
La popularització de la seva figura va arribar amb el filòsof Voltaire, qui, a la seva obra Examen important de Milord Bolingbroke o la tomba del fanatisme (1736), explica l'assassinat d'Hipàcia i aprofita per carregar contra el fanatisme religiós, en general, i contra l'església catòlica, en particular. En una línia similar, Edward Gibbon, a la seva obra Història de la decadència i caiguda de l'Imperi Romà, feia responsable a Ciril de tots els conflictes que van tenir lloc a Alexandria, inclosa la mort d'Hipàcia.

## Reconeixement
Per les seues contribucions a l'astronomia, modernament s'han batejat un cràter i un espadat lunars amb el nom de Hypatia. La figura d'Hipàcia va ser objecte d'atenció del director de cinema espanyol Alejandro Amenábar (és el personatge protagonista del film Agora), així com de l'escriptora madrilenya Olalla García, autora de la novel·la El jardín de Hipatia (2009). Isabel-Clara Simó li va dedicar el poema Hipaties, la sàvia.
| «                                    | El patriarca va atiar gent estúpida com ell avisant-los del perill: que Hipaties era un esguerro i que portaria malalties i dissort. […] Cremar vives dones cultes i llestes és una tradició antiga, és la mort que propicia el fanatisme emboscat en el cor fosc dels prepotents. | » |
| — Isabel-Clara Simó, El conjur, 2009 | |   |

L'Ajuntament de Barcelona i l'Academia Europaea convoquen conjuntament un premi que duu el nom d'aquesta científica: Premi Europeu de Ciència Hipàtia. El premi es concedeix en les modalitats de ciència i tecnologia, ciències de la vida i de la salut, humanitats i ciències socials, que s'alternen en un cicle triennal.